# Muszkatela różowawa
Muszkatela różowawa (Ducula rosacea) – gatunek średniej wielkości ptaka z rodziny gołębiowatych (Columbidae), podrodziny treronów. Występuje w części wysp Indonezji oraz w Timorze Wschodnim. Bliski zagrożenia wyginięciem.

## Taksonomia
Po raz pierwszy gatunek opisał Coenraad Jacob Temminck w 1836. Holotyp pochodził z Timoru. Nowemu gatunkowi nadał nazwę Columba rosacea. Obecnie (2020) Międzynarodowy Komitet Ornitologiczny umieszcza muszkatelę różowawą w rodzaju Ducula. Uznaje gatunek za monotypowy. Muszkatela różowawa jest blisko spokrewniona z muszkatelą ciemną (D. whartoni), niekiedy uznawaną za jej podgatunek. Te dwa gatunki najbliżej spokrewnione są z muszkatelami: bladą (D. pistrinaria) i popielatą (D. pickeringii). Osobniki z wysp Morza Jawajskiego bywają wyodrębniane do podgatunku D. r. zamydra, jednak występujące u nich cechy, jak silniejsza opalizacja na grzbiecie, występują u ptaków także i z innych obszarów.

## Morfologia
Długość ciała wynosi 39–44 cm, masa ciała 360–395 g. Samice nieco mniejsze od samców. W upierzeniu nie występuje dymorfizm płciowy. Muszkatele różowawe mają małe głowy i długie ogony, typowe dla muszkateli. Większość upierzenia szaropopielata; ciemniejszy jest grzbiet, skrzydła i ogon. Głowa i górna część gardła mają barwę fiołkoworóżową lub różowawą. Pozostała część gardła wraz z szyją jasnoszare. Pierś w górnej części różowoszara; w kierunku brzucha kolor przechodzi w różowawy. Wierzch ciała może być brązowo- lub niebieskozielonkawy. Lotki ciemniejsze od reszty skrzydła. Sterówki ciemnozielonawe. Występuje wąska różowawa obrączka oczna. Tęczówka ciemnobrązowa, dziób niebieskawoszary, woskówka czerwona lub purpurowa, nogi czerwone. Długość skrzydła wynosi 220–245 mm u samców, 212–242 mm u samic; długość ogona 126–147 mm; długość dzioba 17–20 mm.

## Zasięg występowania
Muszkatele różowawe zamieszkują wyspy Morza Jawajskiego (Wyspy Seribu, Karimunjava, Bawean, Maselembu, Arends), Morza Balijskiego (Wyspy Kangean) i Morza Flores (Salayar, Tanah Jampea, Kalao, Kalaotoa, Wyspy Tukangbesi), lokalnie na północ po Moluki (Loloda, północno-zachodnia Halmahera, Bacan, Tayandu, Wyspy Kai), większość Małych Wysp Sundajskich (Satonda, Flores, Besar, Pantar, Alor, Roti, Semau, Timor, Wetar, Kisar, Romang, Leti, Moa, Luang, Sermata, Damar, Wyspy Babar, Wyspy Tanimbar). BirdLife International zaznacza jako możliwy obszar występowania również niektóre wyspy w północnej części Moluków (prowincja Moluki Północne). Zasięg występowania szacuje na 2,3 mln km².

## Ekologia i zachowanie
Musztatele różowawe zamieszkują niewielkie wyspy i nadbrzeżne obszary większych wysp – wilgotne lasy monsunowe z drzewami zrzucającymi liście, lasy deszczowe, nadbrzeżne zakrzewienia i tereny rolnicze. Na Tanimbar spotykane są w suchych monsunowych lasach na płaskowyżu w centrum wyspy, na Timorze również zasiedlają interior wyspy. Według autora Pigeons and Doves (2010) muszkatele różowawe odnotowywane były do 600 m n.p.m., według BirdLife International do 930 m n.p.m. Pożywieniem tych gołębi są owoce (wiadomo o figach) i pąki kwiatowe puchowców pięciopręcikowych (Ceiba pentandra). Nie wiadomo więcej o diecie tych ptaków. Gniazda znajdywano w październiku (Wetar), maju (Semau) i czerwcu (Park Narodowy Karimunjawa, Jawa). Poza tym brak informacji o rozrodzie.

## Status
IUCN uznaje muszkatelę różowawą za gatunek bliski zagrożenia (NT, Near Threatened) nieprzerwanie od roku 2000 (stan w 2017). Zagrożeniem dla tych ptaków jest odłów i utrata środowiska życia wskutek wycinki lasów, budowy dróg i rozwoju kopalni. Nie jest to częsty gołąb w niewoli. W marcu 2017 w Europie można było oglądać muszkatele różowawe w trzech publicznych placówkach – Tier- und Freizeitpark w Friesoythe, w ogrodzie zoologicznym w Pilźnie (niedostępne dla zwiedzających) oraz w ogrodzie zoologicznym w Pradze.